# Dubrowo (gmina Negotino)
Dubrowo (mac. Дуброво) – wieś w centralnej Macedonii Północnej, terytorialnie i administracyjnie należąca do gminy Negotino. Według stanu na 2002 rok jej liczebność wynosiła 49 mieszkańców.

położenie wsi na mapie gminy

Według danych ze spisu powszechnego przeprowadzonego w 2002 roku, wieś Dubrowo zamieszkiwało 49 osób deklarujących następującą narodowość:
- Macedończycy – 35 (71,43%)
- Turcy – 10 (20,41%)
- Albańczycy – 1 (2,04%)
- Romowie – 1 (2,04%)
- Serbowie – 1 (2,04%)
- Inni – 1 (2,04%)